# Luis Galindo
Luis Galindo (21 de febrero de 1924, Zacatlán de las manzanas, Puebla, México - 7 de diciembre de 2009, Ciudad de México) fue un ilustrador de moda mexicano.

## Primeros años
Nació en Zacatlán de las manzanas, Puebla. Emigró a muy temprana edad a la Ciudad de México, pues su padre consiguió empleo como administrador del Panteón de San Fernando.
Egresó de La Esmeralda y trabajó durante un tiempo con el diseñador Henri de Châtillon, quien lo animó a enviar sus dibujos a la casa de moda de Christian Dior, quien decidió contratarlo.

## Carrera en París
Emigró a París, solo para encontrarse con la noticia de que Dior había fallecido semanas antes, por recomendación de un empleado envió su portafolio al diario Le Monde que lo contrató como colaborador semanal, al mismo tiempo, se dedicó a dar clases de dibujo a diseñadores como Coco Chanel o Madame Grès.
Trabajó durante 7 años en el diario con una carrera destacada, incluso llegando a ser reconocido como uno de los 20 mejores ilustradores de moda del mundo en 1967 por la Asociación de Revistas de Moda de Inglaterra.
Al mismo tiempo colaboraba para el London Times de Londres y el Fashion Weekly Drapery de Estados Unidos.

## Carrera en México
Regresó a México para abrir una casa de moda, la cual cerraría años después por motivos de enfermedad, al mismo tiempo fue maestro del diseñador Enrique Martínez. 
Colaboró para las revistas Kena y Vogue y tuvo su propia columna en el periódico El Universal, además a partir de 2002 fue colaborador del periódico Novedades.
Presentó el programa Cable Club junto con la conductora Evelyn Lapuente, además de hacer diversas apariciones en programas matutinos.
También fue profesor en la escuela de diseño de moda Jannette Klein.

## Fallecimiento
Pasó sus últimos años en una casa de reposo y falleció el 7 de diciembre de 2009 en la Ciudad de México.